# Нижняя Солодянка
Нижняя Солодянка — река в России, протекает по Челябинской области. Устье реки находится в 54 км по правому берегу реки Гумбейка. Длина реки составляет 21 км.
Высота устья — 336 м над уровнем моря.

## Данные водного реестра
По данным государственного водного реестра России относится к Уральскому бассейновому округу, водохозяйственный участок реки — Урал от Магнитогорского гидроузла до Ириклинского гидроузла. Речной бассейн реки — Урал (российская часть бассейна).
Код объекта в государственном водном реестре — 12010000312112200001830.